# Un intrus dans la loge des figurantes
Pour plus de détails, voir Fiche technique et Distribution.
Un intrus dans la loge des figurantes est un film de Georges Méliès sorti en 1900 au début du cinéma muet.

## Synopsis
Un intrus s'infiltre dans la loge des figurantes.

## Fiche technique
- Réalisation, scénario et producteur : Georges Méliès
- Société de production : Star-Film
- Format : Muet - Noir et blanc